# Rumæniens udenrigsministre
Deter er en liste over udenrigsministre i Rumænien.

## Udenrigsministre i fyrstendømmet Rumænien (1862-1881)
Apostol Arsache 1862
…

## Udenrigsministre i kongedømmet Rumænien (1881-1947)
…
Ion I.C. Brătianu 1902-04, 1908-09, 1916-18, 1918-19, 1927
Ion Duca 1922-26
Ion Mihalache 1930-31
…
Ion Gigurtu 1940
Ion Antonescu 1941-43
…
Gheorghe Tătărescu 1934, 1938, 1945-47

## Udenrigsministre i folkerepubliken Rumænien (1947-89)
Ana Pauker 1947-52
…
Ion Gheorghe Maurer 1957-58
…
Corneliu Mănescu 1961-72
…

## Rumæniens udenrigsministre siden 1989
| Udenrigsminister        | Parti         | Tiltrædelse | Afgang     | Regeringer                    |
| ----------------------- | ------------- | ----------- | ---------- | ----------------------------- |
| Sergiu Celac            | —             | 26.12.1989  | 28.6.1990  | Roman I                       |
| Adrian Năstase          | FSN           | 28.61990    | 18.11.1992 | Roman II, Roman III, Stolojan |
| Teodor Meleșcanu        | FDSN/PDSR     | 18.11.1992  | 11.12.1996 | Văcăroiu                      |
| Adrian Severin          | PD            | 11.12.1996  | 29.12.1997 | Ciorbea                       |
| Andrei Pleșu            | —             | 29.12.1997  | 22.12.1999 | Ciorbea, Vasile               |
| Petre Roman             | PD            | 22.12.1999  | 28.12.2000 | Isărescu                      |
| Mircea Geoană           | uafhængig/PSD | 28.12.2000  | 28.12.2004 | Năstase                       |
| Mihai Răzvan Ungureanu  | PNL           | 28.12.2004  | 21.3.2007  | Tăriceanu I                   |
| Călin Popescu-Tăriceanu | PNL           | 21.3.2007   | 5.4.2007   | Tariceanu I                   |
| Adrian Ciorioanu        | PNL           | 5.4.2007    | 15.4.2008  | Tăriceanu II                  |
| Lazăr Comănescu         | PNL           | 15.4.2008   | 22.12.2008 | Tăriceanu II                  |
| Cristian Diaconescu     | PSD           | 22.12.2008  | 1.10.2009  | Boc I                         |
| Cătălin Predoiu         | uafhængig     | 1.10.2009   | 23.12.2009 | Boc I                         |
| Teodor Baconschi        | PD-L          | 23.12.2009  | 23.1.2012  | Boc II                        |
| Cristian Diaconescu     | UNPR          | 23.1.2012   | 7.5.2012   | Boc II, Ungureanu             |
| Andrei Marga            | PNL           | 7.5.2012    | 6.8.2012   | Ponta                         |
| Titus Corlățean         | PSD           | 6.8.2012    | —          | Ponta                         |